# Lungauer Klaffersee
Lungauer Klaffersee är en sjö i Österrike.   Den ligger i förbundslandet Salzburg, i den centrala delen av landet, 220 km sydväst om huvudstaden Wien. Lungauer Klaffersee ligger 2 196 meter över havet.
Trakten runt Lungauer Klaffersee består i huvudsak av gräsmarker. Runt Lungauer Klaffersee är det ganska glesbefolkat, med 21 invånare per kvadratkilometer.